# Donja Sipulja
Donja Sipulja (izvirno srbsko Доња Сипуља) je naselje v Srbiji, ki upravno spada pod Mesto Loznica; slednje pa je del Mačvanskega upravnega okraja.

## Demografija
V naselju živi 214 polnoletnih prebivalcev, pri čemer je njihova povprečna starost 47,0 let (46,0 pri moških in 48,0 pri ženskah). Naselje ima 88 gospodinjstev, pri čemer je povprečno število članov na gospodinjstvo 2,84.
To naselje je, glede na rezultate popisa iz leta 2002, večinoma srbsko, v času zadnjih treh popisov pa je opazno zmanjšanje števila prebivalcev.
|  |

| Demografija | Demografija     | Demografija     |
| Leto        | Št. prebivalcev | Št. prebivalcev |
| ----------- | --------------- | --------------- |
|             |                 |                 |
|             |                 |                 |
|             |                 |                 |
|             |                 |                 |
| 1948        | 849             |                 |
| 1953        | 875             |                 |
| 1961        | 870             |                 |
| 1971        | 745             |                 |
| 1981        | 522             |                 |
| 1991        | 339             | 339             |
| 2002        | 264             | 250             |
|             |                 |                 |

| Etnična sestava po popisu iz leta 2002 | Etnična sestava po popisu iz leta 2002 | Etnična sestava po popisu iz leta 2002 | Etnična sestava po popisu iz leta 2002 | Etnična sestava po popisu iz leta 2002 |
| -------------------------------------- | -------------------------------------- | -------------------------------------- | -------------------------------------- | -------------------------------------- |
| Srbi                                   | Srbi                                   |                                        | 249                                    | 99,6%                                  |
| Neznano                                | Neznano                                |                                        | 0                                      | 0,0%                                   |